# Kolonialministerium
Kolonialministerium nennt man ein Ministerium für Angelegenheiten der Kolonien eines Staates, und verwandte Fragen wie Kolonialwarenhandel, Bevölkerungspolitik oder militärische Stationierung. Der Leiter wird allgemein Kolonialminister genannt.
Die Ministerien entstanden im Zeitalter des Kolonialismus im Laufe des 18. und 19. Jahrhunderts, anfangs oft aus einem Marineministerium, das die Angelegenheiten der Überseebesitzungen mitbetreute. Vereinzelt gab es dann auch Ministerien speziell für einzelne Kolonien.
Heute gibt es keine  Staaten mehr mit Kolonialministerium, vereinzelt haben sich Nachfolger als Ministerien für ehemalige Kolonien, die heute gleichberechtigte Landesteile sind, erhalten (etwa Frankreich).

## Historische Behörden und Ämter
nach Staat: (Vorgängerstaaten, Territorien und ähnliches bei den heutigen Staaten):
- Deutschland:  Kaiserreich: 1907–1919 Reichskolonialamt;  Rep. 1919–1920 Reichskolonialministerium

- Frankreich:[1]  Kgr.: 1547 Secrétariat d'État de la Marine (für Kriegs- und Handelsmarine wie auch Kolonialfragen);[2] 1710 als Bureau des Colonies;  Republik/Kaiserreich: 1790/91 Ministère de la Marine et des Colonies (1814–15 und wieder 1830 kurz ohne dieses  genannt); 1848 kurz Ministère de la Guerre et de la Marine (mit allen Kriegsangelegenheiten); 1858–60 Ministre de l'Algérie et des Colonies (speziell auch als Algerienministerium); dann wieder de la Marine et des Colonies;1881–82 kurz ein Ministère du Commerce et Colonie (Handel und Koloniales), dann zurück zu de la Marine et des Colonies; 1889/90  Ministre des Colonies; 1890–92 Ministère du Commerce, de l'Industrie et des Colonies (Handel, Industrie und Kolonien); wieder kurz Marine et des Colonies, dann zurück zum vorherigen Namen; 1893/94  endgültig eigenständig als  Ministère des Colonies; ab 1940 auch  Forces françaises libres; ab 1941  Amtstitel Commissaire [aux colonies],  1944 Ministre des colonies; 1946 Ministère de la France d'Outre-Mer für das Outre-mer (Überseeministerium, Erhebung der ehemaligen Kolonien zu regulären Landesteilen); später auch Ministère des départements et territoires d'outre-mer (DOM-TOM), seit 2012  Ministère des Outre-mers[L 1]

- Italien:  Königreich: 1912–1937 Ministero delle Colonie; 1937–1946 Ministero dell’Africa Italiana;  Republik: 1946–1953 Ministero dell’Africa Italiana

- Portugal:  Kgr.: 1736 Secretaria de Estado dos Negócios da Marinha e Domínios Ultramarinos (auch Secretaria de Estado da Marinha e Conquistas, Staatssekretariat für Angelegenheiten der Seefahrt und Überseegebiete);[3] /: 1851–1868 ein Conselho Ultramarino (Übersee-Rat) am Marineministerium, dann wieder aufgelöst; Ende des 19. Jh. zunehmend Ministério da Marinha e Ultramar (MM) genannt;  Rep.: 1910 Ministério da Marinha e Colónias;  1911 in das Ministério das Colónias und ein Ministério da Marinha geteilt;  1951 Ministério do Ultramar (Überseeministerium, verfassungsmäßige Abschaffung der Kolonien); 1974 Ministério da Coordenação Interterritorial (Interterritoriale Koordination);   1975 kurz als Secretaria de Estado da Descolonização (Staatssekretär für Dekolonialisation) unter dem Primeiro-ministro (Premier), dann Ministério da Cooperação (Ministerium für Zusammenarbeit);  1976 endgültig abgeschafft

- Vereinigtes Königreich: 1854–1966 Colonial Office

- Japan: 1929–1942 Ministerium für koloniale Angelegenheiten (Takumushō)[4]